# Happypeople
「happypeople」（ハッピー・ピープル)は、日本のR&BグループSkoop On Somebodyが2005年9月7日に発売した通算26枚目（Skoop On Somebodyとしては18枚目）のシングル。SME Recordsから発売された。

## 概要
テレビ東京系アニメ「BLEACH」エンディング・テーマ。
初回生産分はポストカード・ジャケット仕様。
ミュージック・ビデオ監督は牧鉄馬。
2曲目の「永遠の星空」ではBEGINとコラボ。

## 収録曲
作詞・作曲・編曲：SOS（特記以外）
1. happypeople (3:45)
  - 作詞：SOS・小林夏海　編曲：SOS・spam_KASUGAI
2. 永遠の星空 (6:24)
  - 作詞：島袋優　編曲：SOS・上地等・島袋優
3. Summer Love (4:57)

## 収録アルバム
happypeople
- オリジナル『Pianoforte』（2006年2月22日）
- ベスト『Singles 2002〜2006』（2006年12月13日）
- ベスト『BLEACH THE BEST』（2006年12月13日）

永遠の星空
- ベスト『LOVE BALLADS〜Best Of S.O.S. Ballads〜』（2009年9月30日）

## タイアップ
- happypeople：テレビ東京系アニメ「BLEACH」エンディングテーマ（2005年7月5日 - 9月27日放送分）